# دیپدیوم فرگرنز
دیپدیوم فرگرنز (نام علمی: Dipodium fragrans) نام یک گونه از تیره ثعلبیان است.